# Marussia F1
Manor Marussia F1 Team (poprzednio Marussia F1 Team) – brytyjski, a wcześniej rosyjski konstruktor i zespół wyścigowy startujący Formule 1 w latach 2012–2015. Zespół w swojej pierwotnej formie powstał w 2010 roku jako Virgin Racing, niecały rok później został przejęty przez koncern Marussia Motors, a od roku 2012 w pełni przemianowany na Marussia F1 Team.
Największym sukcesem Marussi jest wywalczenie przez Jules’a Bianchiego 9. miejsca i dwóch punktów mistrzowskich w Grand Prix Monako w sezonie 2014, co pozwoliło zespołowi na zajęcie 9. pozycji w klasyfikacji konstruktorów na koniec tegoż roku. Uprzednio ekipa była sklasyfikowana na 11. pozycji w sezonie 2012 oraz na 10. miejscu w sezonie 2013.
Pod koniec 2014 roku zespół stanął na skraju bankructwa po tym, jak z finansowania projektu wycofali się rosyjscy właściciele. Udało się go jednak uratować i w 2015 roku funkcjonował on jako Manor Marussia F1 Team.

## Historia

### 2009–2010: Geneza zespołu
W 2009 roku Międzynarodowa Federacja Samochodowa podała nazwy trzech nowych zespołów, które miały zadebiutować w Formule 1 od następnego sezonu. Znalazł się wśród nich brytyjski zespół o nazwie Manor F1 Team, będący wspólnym przedsięwzięciem Johna Bootha, założyciela i szefa ekipy Manor Motorsport startującej dotąd w niższych formułach, oraz Nicka Wirtha, inżyniera i konstruktora samochodów wyścigowych. Booth został szefem nowo utworzonej stajni, natomiast Wirth jej dyrektorem technicznym. Jeszcze przed rozpoczęciem sezonu zespół przekształcił się w Virgin Racing, w związku z pozyskaniem jako sponsora strategicznego Richarda Bransona i jego koncernu Virgin Group. Dostawcą silników została firma Cosworth, a kierowcami Timo Glock oraz Lucas Di Grassi.
Podczas debiutanckiego sezonu 2010 zespół na torze rywalizował praktycznie tylko z dwoma pozostałymi nowymi ekipami, którymi ostatecznie zostały Lotus Racing oraz HRT. Stajnia nie zdobyła żadnych punktów i zajęła ostatnie 12. miejsce w klasyfikacji konstruktorów. Bolid Virgin, zbudowany po raz pierwszy w historii Formuły 1 jedynie przy wykorzystaniu technologii symulacji komputerowych, bez testowania rzeczywistego modelu w tunelu aerodynamicznym, mimo iż okazał się szybszy od konstrukcji HRT, trapiony był licznymi awariami.

### 2011–2012: Przejęcie przez Marussię
Przed sezonem 2011 rosyjski koncern motoryzacyjny Marussia Motors wykupił większość udziałów w zespole, przez co ten zmienił nazwę na Marussia Virgin Racing. Ponadto doszło do zmiany w składzie kierowców, gdzie di Grassiego zastąpił Jérôme d’Ambrosio. Wyniki na torze nie uległy jednak poprawie i ekipa po trudnym sezonie drugi rok z rzędu skończyła mistrzostwa bezpunktowo, na ostatniej 12. pozycji w klasyfikacji konstruktorów. Szybsze tempo od HRT w przekroju całego sezonu znowu na niewiele się zdało, bo to rywale dzięki lepszemu rezultatowi osiągniętemu w chaotycznym wyścigu w Kanadzie zapewnili sobie ostatecznie wyższą lokatę w mistrzostwach.
Brak postępów jeszcze w trakcie sezonu spowodował odejście z ekipy Nicka Wirtha oraz rezygnację z ekonomicznej, aczkolwiek nieskutecznej filozofii projektowania bolidu jedynie przy pomocy symulacji komputerowych. Dowodzenie pionem technicznym stajni przejął zatrudniony od niedawna w charakterze konsultanta Pat Symonds, były dyrektor inżynierii w Renault. Zawarto także umowę o współpracy technicznej z zespołem McLaren, pozwalającej na korzystanie z tunelu aerodynamicznego i innych zasobów utytułowanego rywala.
Rok 2012 to dopełnienie przejęcia kontroli nad zespołem przez firmę Marussia. Jeszcze pod koniec zeszłego sezonu zespół ogłosił, że chce zmienić nazwę konstruktora, by ta odzwierciedlała strukturę właścicielską. Wniosek rozpatrzono pozytywnie, przez co na sezon 2012 zmieniono nazwę konstruktora z Virgin na Marussia, a nazwę zespołu – z Marussia Virgin Racing na Marussia F1 Team. Virgin Group pozostał sponsorem ekipy, a kierowcami byli Timo Glock i Charles Pic.
Zespół, mimo wciąż zerowego dorobku punktowego, tym razem poprawił swoją konkurencyjność i finiszował przedostatni w mistrzostwach na 11. pozycji, wyprzedzając na zasadzie porównania najlepszych wyników HRT i przegrywając z Caterhamem, wyrosłym z Lotus Racing. Mało brakowało, a Marussia zakończyłaby sezon sklasyfikowana także przed ekipą Caterham po tym, jak Glock zajął 12. miejsce w Singapurze. Wynik ten został jednak poprawiony przez zespół rywali podczas ostatnich zawodów sezonu w Brazylii, gdzie Pic stoczył przegraną batalię o 11. pozycję na mecie wyścigu z kierowcą Caterhama, Witalijem Pietrowem.

### 2013–2014
Sezon 2013 zespół rozpoczął z całkowicie nowymi kierowcami, którymi zostali Jules Bianchi i Max Chilton, oraz już bez wsparcia finansowego Virgin Group. Po upadku HRT, Marussia oraz Caterham toczyły ze sobą wyrównaną rywalizację na końcu stawki, zwykle kwalifikując się do wyścigów na dwóch ostatnich rzędach startowych. Wreszcie montując do swojego samochodu system KERS, dostarczany przez zespół Willams, Marussi po raz pierwszy udało się ukończyć sezon przed Caterhamem na 10. pozycji w klasyfikacji konstruktorów, dzięki 13. miejscu zajętemu przez Bianchiego w Malezji.
Z zespołem pożegnał się tymczasem Pat Symonds, skuszony posadą dyrektora technicznego w zespole Williams. Dowodzenie nad działem technicznym przejął po nim zajmujący stanowisko głównego projektanta John McQuilliam. Ogłoszono także, iż wraz z wprowadzeniem w następnym roku nowych jednostek napędowych z turbodoładowaniem oraz wycofaniem się z Formuły 1 firmy Cosworth, dostawcą silników wraz z systemami odzyskiwania energii oraz skrzyniami biegów dla Marussi będzie odtąd Ferrari. Nawiązanie współpracy z włoską stajnią w dziedzinie napędu nie wygasiło zawartej dwa lata wcześniej umowy z McLarenem w dziedzinie użyczania obiektów aerodynamicznych, która to umowa pozostawała wiążąca.
W 2014 roku, mimo największej rewolucji technicznej w Formule 1 od lat, zespołowi nie udało się wydobyć z końca stawki i ponownie czekała go tam potyczka z Caterhamem. Kierowcami pozostali Bianchi z Chiltonem, a sam sezon okazał się dramatyczny dla Marussi zarówno sportowo, jak i organizacyjnie. Bianchi finiszując na 9. pozycji w Monako zdobył pierwsze w karierze punkty zarówno swoje, jak i zespołu. Później nadeszły jednak przykre wydarzenia z Japonii, gdzie w trudnych warunkach pogodowych, przy padającym deszczu, francuski kierowca Marussi wypadł z trasy i uderzył w traktor zajmujący się sprzątaniem bolidu Adriana Sutila z zespołu Sauber, który to wypadł z toru w tym samym zakręcie na poprzednim okrążeniu. Bianchi w wyniku zderzenia doznał poważnego urazu głowy i zapadł w śpiączkę na 9 miesięcy. Kierowca na skutek obrażeń zmarł 17 lipca 2015 roku.
Podczas kolejnego wyścigu w Rosji, Marussia wystawiła do rywalizacji tylko jeden samochód prowadzony przez Chiltona. Z powodu kłopotów finansowych i po wycofaniu się z całego projektu rosyjskich mocodawców – najpierw Nikołaja Fomienki, a następnie Andrieja Czeglakowa – stajnia w ogóle nie wzięła udziału w trzech ostatnich eliminacjach sezonu. Wierzyciele wprowadzili zespół pod kontrolę zewnętrznej firmy administrującej, jednak plan znalezienia nowych inwestorów i zawarcia ugód z dłużnikami nie powiódł się. Mimo znalezienia się na prowizorycznej liście startowej przed nowym sezonem jako Manor F1 Team, ogłoszono informację o rozpoczęciu procesu likwidacji zespołu, który za chwilę zajął najwyższe w swojej historii 9. miejsce w mistrzostwach, przed ekipami Sauber i Caterham, przy czym ten drugi zespół także zbankrutował jeszcze przed końcem rywalizacji. Wkrótce okazało się, iż fabrykę Marussi w Banbury wykupił Haas F1.

### 2015: Reaktywacja pod szyldem Manor

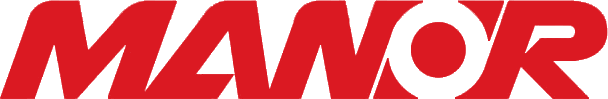
Logo zespołu Manor Marussia w sezonie 2015

Mimo tego nastąpiły starania, aby zespół jednak mógł pojawić się w stawce na sezon 2015. 19 lutego 2015 ogłoszono uwolnienie się spod kontroli administratora. Ekipa planowała rozpocząć sezon pod nazwą Manor Marrusia F1 Team, natomiast John Booth i Graeme Lowdon mieli zachować swoje stanowiska. Polepszenie sytuacji nastąpiło dzięki znalezieniu inwestora dla zespołu, którym został Stephen Fitzpatrick, działający w branży energetycznej, natomiast na stanowisko prezesa ostatecznie został mianowany Justin King. Manor postanowił zachować nazwę Marussia, co było związane z chęcią uzyskania gratyfikacji finansowej za 9. miejsce w klasyfikacji konstruktorów z poprzedniego roku

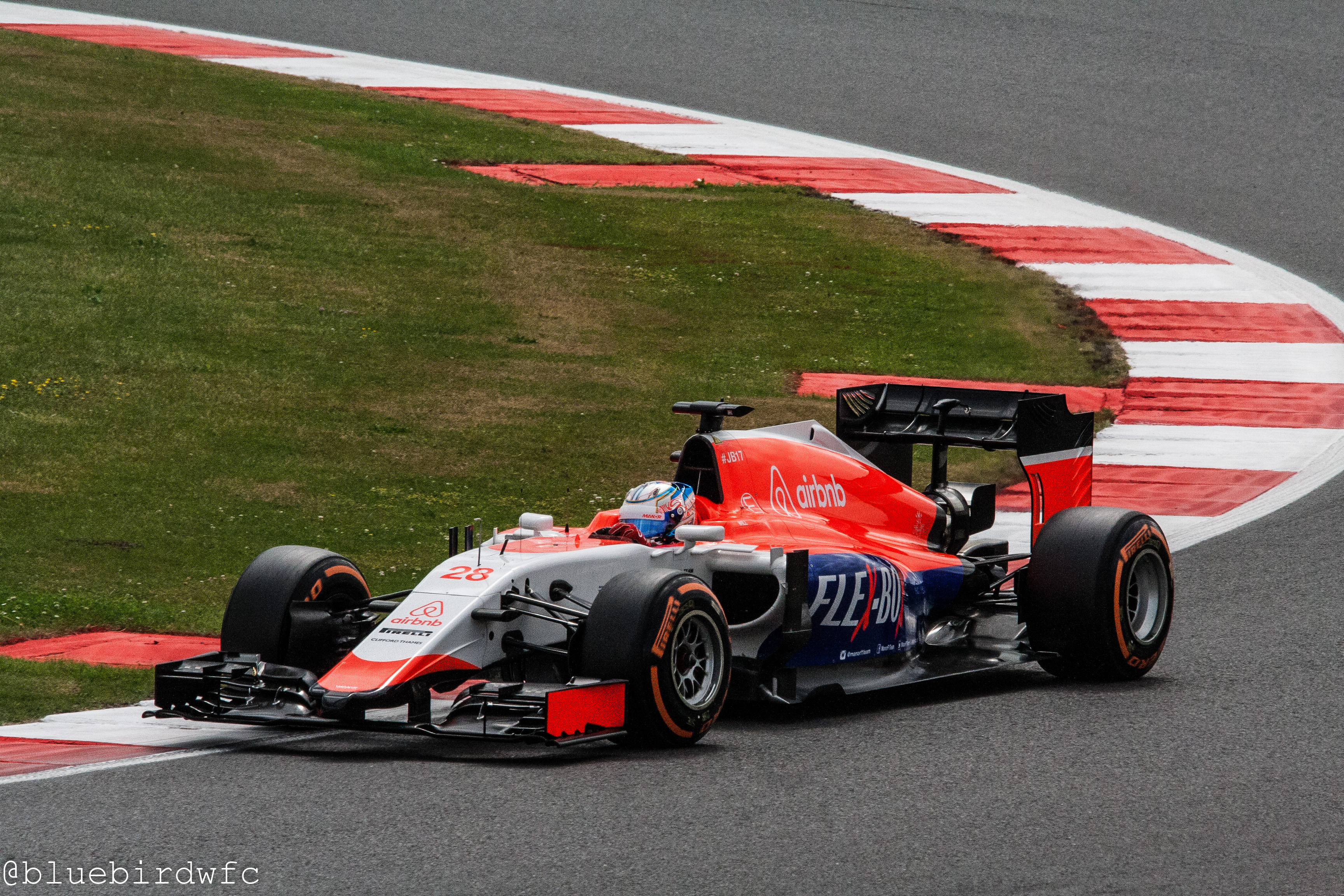
Will Stevens podczas Grand Prix Wielkiej Brytanii 2015

Zespół zgłosił wniosek o dopuszczenie do startów w sezonie 2015, używając samochodu Marussia MR03, jednak nie został on zaakceptowany przez Force India. Ostatecznie postanowiono, że Manor rozpocznie sezon ze zmodyfikowanym samochodem MR03, dostosowanym do przepisów na sezon 2015, planując wystawienie w dalszej części sezonu zupełnie nowego samochodu. Ekipa zapewniła sobie silniki Ferrari w specyfikacji z 2014. Kierowcami zespołu zostali Will Stevens i Roberto Merhi. Kierowcą rozwojowym został Jordan King, łącząc tę funkcję ze startami w Serii GP2
5 marca zespół ogłosił, że przeszedł pozytywnie testy zderzeniowe. Mimo tego, samochody brytyjskiej stajni nie wyjechały z alei serwisowej w czasie weekendu wyścigowego o Grand Prix Australii, jednak FIA postanowiła ich nie karać za nieprzystąpienie do wyścigu. Przyczyną braku udziału we wszystkich sesjach był brak oprogramowania niezbędnego do obsługi samochodu. Mimo tego, że w kwalifikacjach do Grand Prix Malezji, Stevens nie uzyskał pomiarowego okrążenia, a Merhi przekroczył regułę 107%, obaj kierowcy, na podstawie wyników z sesji treningowych, zostali dopuszczeni do udziału w wyścigu. Z powodu problemów z układem paliwowym w samochodzie Brytyjczyka, na starcie pojawił się tylko Hiszpan, który ostatecznie zakończył zmagania na piętnastej pozycji. Krótkotrwałe kontrowersje pojawiły się po stwierdzeniu zastępcy szefa Force India, Boba Fernleya, że Manor miał jasną strategię, aby wystartować w Malezji z jednym samochodem, co zostało zdementowane przez stajnię.
Przed Grand Prix Kanady zespół ogłosił pozyskanie Fabio Leimera, który został ich kierowcą rezerwowym. Dodatkowo ekipa zatrudniła Boba Bella w charakterze konsultanta, Gianlukę Pisanello z Caterhama, który został głównym inżynierem i Lukę Furbatto (byłego projektanta samochodów Toro Rosso), który został głównym projektantem w zespole. Również przed tą samą rundą Manor zyskał nowego sponsora, którym został Airbnb. Natomiast przed Grand Prix Wielkiej Brytanii, nowym sponsorem zespołu został Flex-Box, producent i dostawca kontenerów transportowych i magazynowych. Oprócz nowego malowania, zespół zaczął wprowadzać poprawki do modelu MR03B. Przed Grand Prix Singapuru, stajnia potwierdziła zakontraktowanie Alexandra Rossiego na pięć wyścigów, natomiast Merhi powrócił do kokpitu na wyścigi w Rosji i Abu Zabi. Przed Grand Prix Meksyku, John Booth i Graeme Lowdon postanowili odejść z zespołu, tłumacząc to różnicą zdań między nimi a Stephenem Fitzpatrickiem. Po sezonie zespół zmienił nazwę na Manor Racing.

## Wyniki w Formule 1
| Legenda oznaczeń w tabelach wyników Wyświetl szablon na nowej stronie | Legenda oznaczeń w tabelach wyników Wyświetl szablon na nowej stronie                                                                     |
| Oznaczenie                                                            | Wyjaśnienie |
| --------------------------------------------------------------------- | --- |
| Złoty                                                                 | Zwycięzca lub mistrzostwo |
| Srebrny                                                               | 2. miejsce lub wicemistrzostwo |
| Brązowy                                                               | 3. miejsce lub II wicemistrzostwo |
| Zielony                                                               | Ukończył, punktował (w klasyfikacji generalnej, gdy zdobył co najmniej jeden punkt na przestrzeni sezonu, poza trzema powyższymi opcjami) |
| Niebieski                                                             | Ukończył, nie punktował (w klasyfikacji generalnej, gdy nie zdobył co najmniej jednego punktu na przestrzeni sezonu)                      |
| Czerwony                                                              | Nie zakwalifikował się (NZ) |
| Czerwony                                                              | Nie prekwalifikował się (NPK) |
| Różowy                                                                | Nie ukończył (NU) |
| Różowy                                                                | Niesklasyfikowany (NS) (w klasyfikacji generalnej, gdy nie został sklasyfikowany w żadnym wyścigu sezonu)                                 |
| Czarny                                                                | Zdyskwalifikowany (DK) |
| Czarny                                                                | Wykluczony (WYK/EX) |
| Biały                                                                 | Nie wystartował (NW) |
| Biały                                                                 | Kontuzjowany (K/INJ) |
| Biały                                                                 | Wyścig odwołany (OD/C) |
| Bez koloru                                                            | Został wycofany (WYC/WD) |
| Bez koloru                                                            | Nie przybył (NP/DNA) |
| Bez koloru                                                            | Nie brał udziału w treningach (NT/DNP) |
| Bez koloru                                                            | Nie został zgłoszony (–) |
| Pogrubienie                                                           | Start z pole position |
| Kursywa                                                               | Najszybsze okrążenie wyścigu |
| †                                                                     | Nie ukończył, ale jego rezultat został zaliczony ze względu na przejechanie więcej niż 90% dystansu wyścigu.                              |
| *                                                                     | Sezon w trakcie |
| 1/2/3                                                                 | Punktowana pozycja w sprincie kwalifikacyjnym                                                                                             |
| Lista systemów punktacji Formuły 1                                    | |

| Sezon | Konstruktor       | Kierowcy        | Wyniki w poszczególnych eliminacjach | Wyniki w poszczególnych eliminacjach | Wyniki w poszczególnych eliminacjach | Wyniki w poszczególnych eliminacjach | Wyniki w poszczególnych eliminacjach | Wyniki w poszczególnych eliminacjach | Wyniki w poszczególnych eliminacjach | Wyniki w poszczególnych eliminacjach | Wyniki w poszczególnych eliminacjach | Wyniki w poszczególnych eliminacjach | Wyniki w poszczególnych eliminacjach | Wyniki w poszczególnych eliminacjach | Wyniki w poszczególnych eliminacjach | Wyniki w poszczególnych eliminacjach | Wyniki w poszczególnych eliminacjach | Wyniki w poszczególnych eliminacjach | Wyniki w poszczególnych eliminacjach | Wyniki w poszczególnych eliminacjach | Wyniki w poszczególnych eliminacjach | Wyniki w poszczególnych eliminacjach | Wyniki kierowców | Wyniki kierowców | Wyniki konstruktora | Wyniki konstruktora |
| 2012  |                   |                 | Australia                            | Malezja                              |                                      | Bahrajn                              | Hiszpania                            | Monako                               | Kanada                               | Unia Europejska                      | Wielka Brytania                      | Niemcy                               | Węgry                                | Belgia                               | Włochy                               | Singapur                             | Japonia                              | Korea Południowa                     | Indie                                |                                      | Stany Zjednoczone                    | Brazylia                             | Pkt.             | Msc.             | Pkt.                | Msc.                |
| ----- | ----------------- | --------------- | ------------------------------------ | ------------------------------------ | ------------------------------------ | ------------------------------------ | ------------------------------------ | ------------------------------------ | ------------------------------------ | ------------------------------------ | ------------------------------------ | ------------------------------------ | ------------------------------------ | ------------------------------------ | ------------------------------------ | ------------------------------------ | ------------------------------------ | ------------------------------------ | ------------------------------------ | ------------------------------------ | ------------------------------------ | ------------------------------------ | ---------------- | ---------------- | ------------------- | ------------------- |
| 2012  | Marussia-Cosworth | Timo Glock      | 14                                   | 17                                   | 19                                   | 19                                   | 18                                   | 14                                   | NU                                   | NW                                   | 18                                   | 22                                   | 21                                   | 15                                   | 17                                   | 12                                   | 16                                   | 18                                   | 20                                   | 14                                   | 19                                   | 16                                   | 0                | 20               | 0                   | 11                  |
| 2012  | Marussia-Cosworth | Charles Pic     | 15†                                  | 20                                   | 20                                   | NU                                   | NU                                   | NU                                   | 20                                   | 15                                   | 19                                   | 20                                   | 20                                   | 16                                   | 16                                   | 16                                   | NU                                   | 19                                   | 19                                   | NU                                   | 20                                   | 12                                   | 0                | 21               | 0                   | 11                  |
| 2013  |                   |                 | Australia                            | Malezja                              |                                      | Bahrajn                              | Hiszpania                            | Monako                               | Kanada                               | Wielka Brytania                      | Niemcy                               | Węgry                                | Belgia                               | Włochy                               | Singapur                             | Korea Południowa                     | Japonia                              | Indie                                |                                      | Stany Zjednoczone                    | Brazylia                             |                                      | Pkt.             | Msc.             | Pkt.                | Msc.                |
| 2013  | Marussia-Cosworth | Jules Bianchi   | 15                                   | 13                                   | 15                                   | 19                                   | 18                                   | NU                                   | 17                                   | 16                                   | NU                                   | 16                                   | 18                                   | 19                                   | 18                                   | 16                                   | NU                                   | 18                                   | 20                                   | 18                                   | 17                                   |                                      | 0                | 19               | 0                   | 10                  |
| 2013  | Marussia-Cosworth | Max Chilton     | 17                                   | 16                                   | 17                                   | 20                                   | 19                                   | 14                                   | 19                                   | 17                                   | 19                                   | 17                                   | 19                                   | 20                                   | 17                                   | 17                                   | 19                                   | 17                                   | 21                                   | 21                                   | 19                                   |                                      | 0                | 23               | 0                   | 10                  |
| 2014  |                   |                 | Australia                            | Malezja                              | Bahrajn                              |                                      | Hiszpania                            | Monako                               | Kanada                               | Austria                              | Wielka Brytania                      | Niemcy                               | Węgry                                | Belgia                               | Włochy                               | Singapur                             | Japonia                              | Rosja                                | Stany Zjednoczone                    | Brazylia                             |                                      |                                      | Pkt.             | Msc.             | Pkt.                | Msc.                |
| 2014  | Marussia-Ferrari  | Max Chilton     | 13                                   | 15                                   | 13                                   | 19                                   | 19                                   | 14                                   | NU                                   | 17                                   | 16                                   | 17                                   | 16                                   | 16                                   | NU                                   | 17                                   | 18                                   | NU                                   | –                                    | –                                    | –                                    |                                      | 0                | 21               | 2                   | 9                   |
| 2014  | Marussia-Ferrari  | Jules Bianchi   | NS                                   | NU                                   | 16                                   | 17                                   | 18                                   | 9                                    | NU                                   | 15                                   | 14                                   | 15                                   | 15                                   | 18†                                  | 18                                   | 16                                   | 20†                                  | –                                    | –                                    | –                                    | –                                    |                                      | 2                | 17               | 2                   | 9                   |
| 2015  |                   |                 | Australia                            | Malezja                              |                                      | Bahrajn                              | Hiszpania                            | Monako                               | Kanada                               | Austria                              | Wielka Brytania                      | Węgry                                | Belgia                               | Włochy                               | Singapur                             | Japonia                              | Rosja                                | Stany Zjednoczone                    | Meksyk                               | Brazylia                             |                                      |                                      | Pkt.             | Msc.             | Pkt.                | Msc.                |
| 2015  | Marussia-Ferrari  | Will Stevens    | NZ                                   | NW                                   | 15                                   | 16                                   | 17                                   | 17                                   | 17                                   | NU                                   | 13                                   | 16†                                  | 16                                   | 15                                   | 15                                   | 19                                   | 14                                   | NU                                   | 16                                   | 17                                   | 18                                   |                                      | 0                | 21               | 0                   | 10                  |
| 2015  | Marussia-Ferrari  | Roberto Merhi   | NZ                                   | 15                                   | 16                                   | 17                                   | 18                                   | 16                                   | NU                                   | 14                                   | 12                                   | 15                                   | 15                                   | 16                                   | –                                    | –                                    | 13                                   | –                                    | –                                    | –                                    | 19                                   |                                      | 0                | 19               | 0                   | 10                  |
| 2015  | Marussia-Ferrari  | Alexander Rossi | –                                    | –                                    | –                                    | –                                    | –                                    | –                                    | –                                    | –                                    | –                                    | –                                    | –                                    | –                                    | 14                                   | 18                                   | –                                    | 12                                   | 15                                   | 18                                   | –                                    |                                      | 0                | 20               | 0                   | 10                  |

## Kierowcy
Źródło: Wyprzedź Mnie!
|     | Kierowca        | Sezony    | Starty | PP | Wygrane | MŚ | Zespół                 |
| --- | --------------- | --------- | ------ | -- | ------- | -- | ---------------------- |
| DEU | Timo Glock      | 2012      | 19     | 0  | 0       |    | Marussia F1 Team       |
| FRA | Charles Pic     | 2012      | 20     | 0  | 0       |    | Marussia F1 Team       |
| FRA | Jules Bianchi   | 2013–2014 | 34     | 0  | 0       |    | Marussia F1 Team       |
| GBR | Max Chilton     | 2013–2014 | 35     | 0  | 0       |    | Marussia F1 Team       |
| GBR | Will Stevens    | 2015      | 19     | 0  | 0       |    | Manor Marussia F1 Team |
| ESP | Roberto Merhi   | 2015      | 14     | 0  | 0       |    | Manor Marussia F1 Team |
| USA | Alexander Rossi | 2015      | 5      | 0  | 0       |    | Manor Marussia F1 Team |